# ランディ・ハリソン
ランディ・ハリソン（Randy Harrison、本名：Randolph Clarke Harrison、1977年11月2日 - ）は、米国の俳優。ナシュア（ニューハンプシャー州）出身。2000〜2005年に米国とカナダで放送されたテレビドラマ『クィア・アズ・フォーク』のジャスティン・テイラー役で知られる。

## 来歴

### 生い立ち
ハリソンはニューハンプシャー州で生まれたが、11歳の時に家族とともにジョージア州へ移り住む。アトランタの保守的な私立学校 Pace Academy に通った。父親は大きな製紙会社の幹部、母親は芸術家、唯一の兄弟は銀行の支店長。

### キャリア
ハリソンの初舞台は7歳。現在も主に舞台俳優として活動している。テレビデビューは英国のドラマの米国版リメーク『クィア・アズ・フォーク』のゲイのティーンエイジャー、ジャスティン・テイラー（2000-2005年）。また、2002年にはテレビ映画『Dynamite Graffiti（原題：Bang, Bang, You're Dead）』にショーン役として出演。
2006年に、ブルックリンを拠点として活動する芸術家たちのためのコミュニティーthe Arts Bureau (tAB)をMarci Adilmanとともに設立し理事を務めている。

### 私生活
ゲイであることを公表している。

## 主な出演作品

### テレビ
- クィア・アズ・フォーク （米国バージョン） (2000-2005)：ジャスティン・テイラー（Justin Taylor）...日本未公開
- ダイナマイト・グラフィティ （原題：Bang, Bang, You're Dead）(2002) ：ショーン...日本ではVHSのみ

### 劇場
- ハロー・アゲイン
- ショッピング・アンド・ファッキング
- エデンの子どもたち
- ヴァイオレット
- 1776（ミュージカル）
- ウエスト・サイド物語
- ウィキッド（ミュージカル）：ボク
- エクウス（演劇）(2005)：アラン・ストラング
- 真夏の夜の夢 (2006) ：ライサンダー 他
- アマデウス (2006) ：ヴォルフガング・アマデウス・モーツァルト
- 樫の木 (2006) ：父
- アントニーとクレオパトラ (2008/04-05)：エロス